# Algirdas Butkevičius
Algirdas Butkevičius (ur. 19 listopada 1958 w Paežeriai) – litewski polityk, inżynier budownictwa, poseł na Sejm, w latach 2004–2005 minister finansów, a od 2006 do 2008 minister komunikacji. Od 2009 do 2017 przewodniczący Litewskiej Partii Socjaldemokratycznej, a od 2012 do 2016 premier Litwy.

## Życiorys

### Wykształcenie i praca zawodowa
W 1984 ukończył studia na Wydziale Ekonomiki Budownictwa w Wileńskim Instytucie Inżynierii Budownictwa. W latach 1990–1991 odbył studia w Litewskiej Akademii Zarządzania, a w latach 1993–1995 studia w zakresie zarządzania w Uniwersytecie Technologicznym w Kownie. Ukończył również szereg staży zagranicznych.
W latach 1982–1985 był pracownikiem przedsiębiorstwa „Žemūktechnika”. Od 1985 pracował w rejonowym komitecie wykonawczym w Wyłkowyszkach jako architekt i inspektor wydziału budownictwa i architektury. W latach 1991–1995 był zastępcą naczelnika rejonu wyłkowyskiego oraz kierownikiem wydziału gospodarki i finansów. Przez rok pracował na stanowisku dyrektora ds. marketingu i badania rynku w spółce „Vilkauta”.
W 2008 uzyskał doktorat z ekonomii.

### Działalność polityczna do 2012
Od 1985 do 1988 był członkiem KPZR. Od 1991 należał do Litewskiej Partii Socjaldemokratycznej (LSDP), pełnił funkcje kierownicze na szczeblu lokalnym. Od 1995 zasiadał w radzie, a od 1997 do 1999 w prezydium partii. W 1999 został wybrany wiceprzewodniczącym. Zachował stanowisko wiceprzewodniczącego po zjednoczeniu LSDP z Litewską Demokratyczną Partią Pracy (LDDP) w 2001.
W 1996, 2000 i 2004 był wybierany na posła do Sejmu. W latach 1996–2001 przewodniczył podkomisji skarbu w sejmowej Komisji Budżetu i Finansów, a następnie, do 2004 był przewodniczącym tej Komisji. 4 maja 2004 został powołany na stanowisko ministra finansów w rządzie Algirdasa Brazauskasa. Zachował tę funkcję w kolejnym gabinecie sformowanym pod przewodnictwem tego premier w grudniu 2004 i pełnił ją do maja 2005. 18 lipca 2006 otrzymał nominację na stanowisko ministra komunikacji w rządzie Gediminasa Kirkilasa. W wyborach parlamentarnych w 2008 ponownie uzyskał mandat deputowanego, wygrywając już w pierwszej turze w okręgu jednomandatowym. 9 grudnia tego samego roku zakończył urzędowanie na stanowisku ministra.
7 marca 2009 został wybrany na przewodniczącego LSDP i jednocześnie otrzymał nominację na kandydata partii w wyborach prezydenckich. W wyborach, które odbyły się 17 maja 2009, otrzymał 162 665 głosów (11,68% głosów) i zajął drugie miejsce za Dalią Grybauskaitė. 30 kwietnia 2011 ponownie wybrany na przewodniczącego LSDP.

### Działalność polityczna od 2012
W wyborach w 2012 Algirdas Butkevičius uzyskał poselską reelekcję w okręgu jednomandatowym ponownie w pierwszej turze (z poparciem około 66%). W wyborach tych kierowana przez niego LSDP uzyskała największą liczbę mandatów w parlamencie. Nową koalicję rządzącą zawiązały poza socjaldemokratami także Partia Pracy oraz Porządek i Sprawiedliwość (zapowiedź tej współpracy pojawiła się w maju tego samego roku), do których dołączyła Akcja Wyborcza Polaków na Litwie. Algirdas Butkevičius został desygnowany na premiera przez prezydent Dalię Grybauskaitė, która jednocześnie publicznie wyrażała swoje niezadowolenie z powodu udziału w przyszłym rządzie Partii Pracy. 22 listopada 2012 Sejm większością 90 głosów za (przy 40 przeciw i 4 wstrzymujących się) poparł kandydaturę Algirdasa Butkevičiusa na urząd premiera.
Proces formowania rządu zakończył się 13 grudnia 2012, kiedy to Sejm zaakceptował program jego gabinetu, który rozpoczął wówczas urzędowanie. W wyborach w 2016 został ponownie wybrany do Sejmu. 13 grudnia 2016 zakończył urzędowanie na funkcji premiera. 22 kwietnia 2017 na stanowisku przewodniczącego socjaldemokratów zastąpił go Gintautas Paluckas. W październiku 2017 wystąpił z LSDP. Dołączył do frakcji związanej z Litewską Socjaldemokratyczną Partią Pracy. W 2019 przeszedł do grupy poselskiej „Lietuvos gerovei”, po jej rozpadzie pozostał posłem niezrzeszonym.
W 2020 ponownie wybrany do Sejmu, wygrał wybory w jednym z okręgów jednomandatowych, reprezentując Litewską Partię Zielonych. W trakcie kadencji dołączył do frakcji związanej z ugrupowaniem Związek Demokratów „W imię Litwy”. W 2024 z jego ramienia utrzymał mandat poselski na kolejną kadencję.

## Życie prywatne
Jest żonaty z Janiną, mają córkę Indre. W 2008 w wypadku samochodowym zginął jego 25-letni syn Martynas.

## Odznaczenia
- Wielki Krzyż Komandorski Orderu Witolda Wielkiego – 2015[16]
- Krzyż Komandorski Orderu „Za Zasługi dla Litwy” – 2004[17][16]
- Medal Rady Bałtyckiej – 2017[18]